# Duplari
Un duplari o duplicari era un soldat romà que, per la seva bona conducta, rebia doble ració (duplicia cibaria) i de vegades també doble paga.
La forma més comuna del nom era en plural, duplarii, i duplicarii només apareix en una inscripció. També són anomenats duplarii milites.